# Philippe Cammaerts
Philippe François Cammaerts (ur. 14 maja 1894, zm. ?) – belgijski strzelec, olimpijczyk, mistrz świata.

## Kariera
Uczestnik Letnich Igrzysk Olimpijskich 1920, na których wystartował w przynajmniej 3 konkurencjach. Zajął 6. miejsce w drużynowym strzelaniu z karabinu małokalibrowego stojąc z 50 m, natomiast jego wynik z zawodów indywidualnych pozostaje nieznany. Był także 7. w pistolecie wojskowym z 30 m drużynowo.
Cammaerts osiągnął 2 medale na mistrzostwach świata. Został 2 razy mistrzem świata w drużynowym strzelaniu z pistoletu dowolnego z 50 m (1911, 1912).

## Wyniki

### Igrzyska olimpijskie
| Igrzyska       | Konkurencja                                   | Wynik             | Miejsce | Źródło |
| -------------- | --------------------------------------------- | ----------------- | ------- | ------ |
| Antwerpia 1920 | Karabin małokalibrowy stojąc, 50 m            | NO                | NO      | [ 1 ]  |
| Antwerpia 1920 | Karabin małokalibrowy stojąc, 50 m, drużynowo | 1785 pkt. (druż.) | 6       | [ 2 ]  |
| Antwerpia 1920 | Pistolet wojskowy, 30 m, drużynowo            | 1221 pkt. (druż.) | 7       | [ 3 ]  |

### Medale mistrzostw świata
Opracowano na podstawie materiałów źródłowych:
| Mistrzostwa           | Konkurencja                       | Wynik             | Miejsce |
| --------------------- | --------------------------------- | ----------------- | ------- |
| Rzym 1911             | Pistolet dowolny, 50 m, drużynowo | 2473 pkt. (druż.) |         |
| Bajonna/Biarritz 1912 | Pistolet dowolny, 50 m, drużynowo | 2570 pkt. (druż.) |         |